# Abarema floribunda
Abarema floribunda és una espècie de llegum del gènere Abarema de la família Fabaceae.